# Appenninerne
Appenninerne er en 1200 km lang bjergkæde i Italien, som løber fra Alperne mod nord til Calabrien i spidsen af den italienske "støvle" i det sydlige Italien. Den højeste del af Appenninerne er Abruzzerne, hvor den højeste bjergtop er Corno Grande (2.914 m). Den menes at være dannet ved sammenstødet mellem den afrikanske og den eurasiske plade i kridt-tiden – den samme tektoniske episode, som også formede Alperne, og som stadig manifesterer sig i form af jordskælv.
En del af Appenninerne er vulkanske. Hertil hører blandt andet Vesuv beliggende sydøst for Napoli. 

## Andet
Der er også en bjergkæde på Månen kaldet Appenninerne. Det var i nærheden af den, at Apollo 15 landede.